# بلیدورث
بلیدورث (به انگلیسی: Blidworth) یک روستا و محله مدنی در بریتانیا است که در ناتینگهام‌شر واقع شده‌است. بلیدورث ۴٬۴۵۷ نفر جمعیت دارد.